# コリー・リー
コリー・ウェイン・リー（Corey Wayne Lee, 1974年12月26日 - ）は、アメリカ合衆国ノースカロライナ州ローリー出身の元プロ野球選手（投手）。左投両打。

## 経歴
1996年のMLBドラフト1巡目（全体32位）でテキサス・レンジャーズから指名され、プロ入り。MLBでは、1999年 8月24日の対ニューヨーク・ヤンキース戦の1試合のみに登板した。この試合で延長11回表にティノ・マルティネスに本塁打を浴びるなど3失点を喫し、敗戦投手になっている。
2005年、先発として期待されていたカルロス・ミラバル、ブラッド・トーマス、ブランドン・ナイトが揃って絶不調（ミラバルはのちに故障が発覚して退団）に喘ぎ、投手陣の補強が急務であった北海道日本ハムファイターズにシーズン途中から加入した。来日3試合目となる8月1日の対福岡ソフトバンクホークス戦に先発し、ソフトバンク打線を散発4安打に抑える好投を見せた。2005年シーズンにおける日本ハムの外国人投手の初勝利となった。その後もシーズン終了まで先発ローテーションを守り通した。2006年も好調を維持していたが、交流戦終盤に左肩を痛め、アメリカへ帰国して検査の結果、左肩の関節唇損傷だったことが分かり、復帰の目処が立たないため退団となった。
2009年はアメリカの独立リーグであるアトランティックリーグに加盟するブリッジポート・ブルーフィッシュでプレーし、同年限りで引退した。

## 投球スタイル
変化球が多彩・安定した制球力といった長所以外は平均レベルだが、制球力と安定性は高水準でチームの信頼度も高く、先発登板時は試合を作る力の高い投手であった。MLBでは6回を3失点以内に抑えられれば先発として及第点（クオリティ・スタート）とされており、その意味では先発投手のものさし的存在であった。欠点として、慎重になりすぎて四球が多くなり、短気になること、球数が多くなる傾向がある。

## 詳細情報

### 年度別投手成績
| 年 度    | 球 団    | 登 板 | 先 発 | 完 投 | 完 封 | 無 四 球 | 勝 利 | 敗 戦 | セ 丨 ブ | ホ 丨 ル ド | 勝 率 | 打 者 | 投 球 回 | 被 安 打 | 被 本 塁 打 | 与 四 球 | 敬 遠 | 与 死 球 | 奪 三 振 | 暴 投 | ボ 丨 ク | 失 点 | 自 責 点 | 防 御 率 | W H I P |
| -------- | -------- | ----- | ----- | ----- | ----- | -------- | ----- | ----- | -------- | ----------- | ----- | ----- | -------- | -------- | ----------- | -------- | ----- | -------- | -------- | ----- | -------- | ----- | -------- | -------- | ------- |
| 1999     | TEX      | 1     | 0     | 0     | 0     | 0        | 0     | 1     | 0        | 0           | .000  | 6     | 1.0      | 2        | 1           | 1        | 0     | 0        | 0        | 0     | 0        | 3     | 3        | 27.00    | 3.00    |
| 2005     | 日本ハム | 9     | 9     | 0     | 0     | 0        | 3     | 4     | 0        | 0           | .429  | 228   | 55.1     | 51       | 6           | 18       | 0     | 1        | 29       | 2     | 2        | 22    | 21       | 3.42     | 1.25    |
| 2006     | 日本ハム | 11    | 11    | 0     | 0     | 0        | 5     | 3     | 0        | 0           | .625  | 275   | 63.0     | 58       | 5           | 32       | 2     | 4        | 41       | 1     | 0        | 26    | 24       | 3.43     | 1.43    |
| MLB：1年 | MLB：1年 | 1     | 0     | 0     | 0     | 0        | 0     | 1     | 0        | 0           | .000  | 6     | 1.0      | 2        | 1           | 1        | 0     | 0        | 0        | 0     | 0        | 3     | 3        | 27.00    | 3.00    |
| NPB：2年 | NPB：2年 | 20    | 20    | 0     | 0     | 0        | 8     | 7     | 0        | 0           | .533  | 503   | 118.1    | 109      | 11          | 50       | 2     | 5        | 70       | 3     | 2        | 48    | 45       | 3.42     | 1.34    |

### 記録
NPB
- 初登板・初先発登板・初勝利・初先発勝利：2005年8月1日、対福岡ソフトバンクホークス11回戦（福岡Yahoo!JAPANドーム）、7回1/3を無失点
- 初奪三振：同上、2回裏にフリオ・ズレータから

### 背番号
- 37（1999年）
- 67（2005年 - 2006年）